# Косино (Минская область)
Косино (бел. Ко́сіна) — агрогородок в Логойском районе Минской области Беларуси. Входит в состав Логойского сельсовета. Расположен в 14 км на юго-восток от города Логойск, 26 км от Минска.

## История

### В составе ВКЛ и Речи Посполитой
XVI век — имение, дворянская собственность, в Минском повете Минского воеводства Великого княжества Литовского.
1582 год — собственность пана Мацкевича.
1592 год — имение Косин, которому принадлежали 7 служб, с которых 2 пустовали, корчма, в собственности Космовского, который продал его каштеляну минскому Стровинскому.
1706 год — деревня, 14 дворов, корчма, во владении Веселовской.
1782 год — местечко, 25 дворов, собственность казны.

### В составе Российской империи
После Второго раздела Речи Посполитой (1793) в составе Российской империи.
1833 год — в вотчинное имение Косин входило 17 деревень, 1260 крепостных крестьян.
Согласно переписи 1847 года — имение, собственность графа Тышкевича, которому принадлежало 1163 крепостных крестьянина. В деревне располагался деревянный хозяйский дом на каменном фундаменте, многочисленные хозяйственные постройки, 3 мельницы, хлебозаготовительный склад, 6 корчм.
1847 год — 26 дворов, 186 жителей.
1863 год — открыто народное училище, для которого в 1865 году построено собственное здание.
1865 год — на средства прихожан была построена православная Успенская церковь. Приход охватывал 11 деревень, 2226 прихожан, 75 десятин земли. К приходу были приписаны 2 православные церкви на кладбищах.
1870 год — село, 82 ревизских душ муж. пола.
1886 год — было частным владением, 30 дворов, 230 жителей, имелась православная церковь, церковно-приходская школа, корчма, пивоварня, действовало народное училище (в котором в 1892 году училось 40 детей).
1897 год — было 64 двора, 424 жителя, 2 кузницы, народное училище, церковь, корчма, в Юрьевской волости Борисовского уезда Минской губернии.
Начало XX века — село, центр Косинской сельской общины, в которую в 1905 году входило 31 хозяйство, 483 десятины земли.
1909 год — в селе было 69 дворов, 392 жителя, в имении — 2 двора, 20 жителей.

### После 1917 года
1917 год — в селе было 77 дворов, 464 жителя.
С февраля по декабрь 1918 года оккупирована немецкими войсками, с августа 1919 года по июль 1920 года — войсками Польши. С 1919 года — в составе БССР. На базе народного училища была создана начальная школа. В деревне был организован совхоз «Косинский», работали столярные мастерские № 1 и № 2. С 20 августа 1924 года в составе Подонковского сельсовета Логойского района Минской округи (до 26 июля 1930 года). В 1926 году имелись мастерские: швейная, столярная, кузнечная, по изготовлению овчин. В центре располагалась православная церковь. В 1935 году в совхозе работала пивоварня. С 20 августа 1938 года — в Минской области. В 1941 году было 98 дворов, 425 жителей.

### В Великую Отечественную войну
В Великую Отечественную войну с начала июля 1941 года по начало июля 1944 года была оккупирована, оккупанты спалили 14 домов, убили 11 жителей. 32 жителя погибли на фронте, 5 — в партизанской борьбе. В боях за освобождение деревни в 1944 году погибло 32 советских воина, среди них Герой Советского Союза Крылов.

### После войны
1969 год — 101 двор, 363 жителя.

### В настоящее время
В 2003 году было 196 хозяйств, 572 жителя. С 1 августа 2011 года — агрогородок. Имеются Дом культуры, библиотека, средняя школа, детсад, отделение связи, Дом быта, магазин, памятник архитектуры — Успенская церковь (1865).

## Население

### Численность
- 2009 год — 620 жителей (перепись населения).

## Достопримечательность
- Свято-Успенская церковь (1865). Построена во 2-й половине XIX века;
- Братская могила советских воинов;
- Памятный знак в честь И. Д. Черняховского;
- Мемориальная доска в честь Я. Купалы.